# 인두법
인두법(人痘法, 영어: variolation)은 천연두에 면역을 얻기 위해서 시행하는 접종법의 일종이다. 

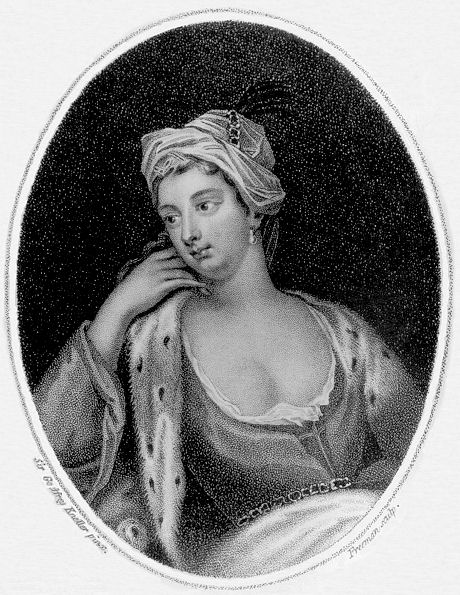
메리 워틀리 몬태규 잉글랜드 대사 부인 - 인두법을 잉글랜드로 전파

## 인두법 원리
천연두 환자의 고름이나 딱지 등을 피부에 상처를 내고 문지르거나 코 등에 흡입해서 후천 면역을 획득하는 접종법의 일종을 가리킨다. 약하게 천연두를 앓게 되고, 피 접종자가 기본 면역력이 약하면 사망까지 이르게 된다. 그런 이유로 종두법에 밀려 이제는 사용하지 않는다. 인두법으로 접종하면, 피접종자는 천연두 감염된 것보다는 조금 약한 천연두가 발병하여 일반 천연두처럼 농포가 발생한다. 약 2-4주 후에 이러한 증상이 가라 앉아 회복되고, 성공적으로 면역이 생성된다. 

## 인두법의 종류
- 장묘법 - 천연두에 걸린 환자의 고름이나 딱지 등을 코로 흡입하는 방식.
- 수묘법 - 천연두 딱지를 간 가루를 물에 녹이고 솜제 적셔 콧구멍에 넣는 방법
- 한묘법 - 딱지를 간 가루를 빨대 같은 것에 채워 넣고 코로 들이마시는 방법
- 의묘법 - 고름이 생긴 사람의 옷(속옷)을 건강한 아이에게 입히는 방법[2]

우리나라에서는 주로 수묘법을 사용했다고 한다. 

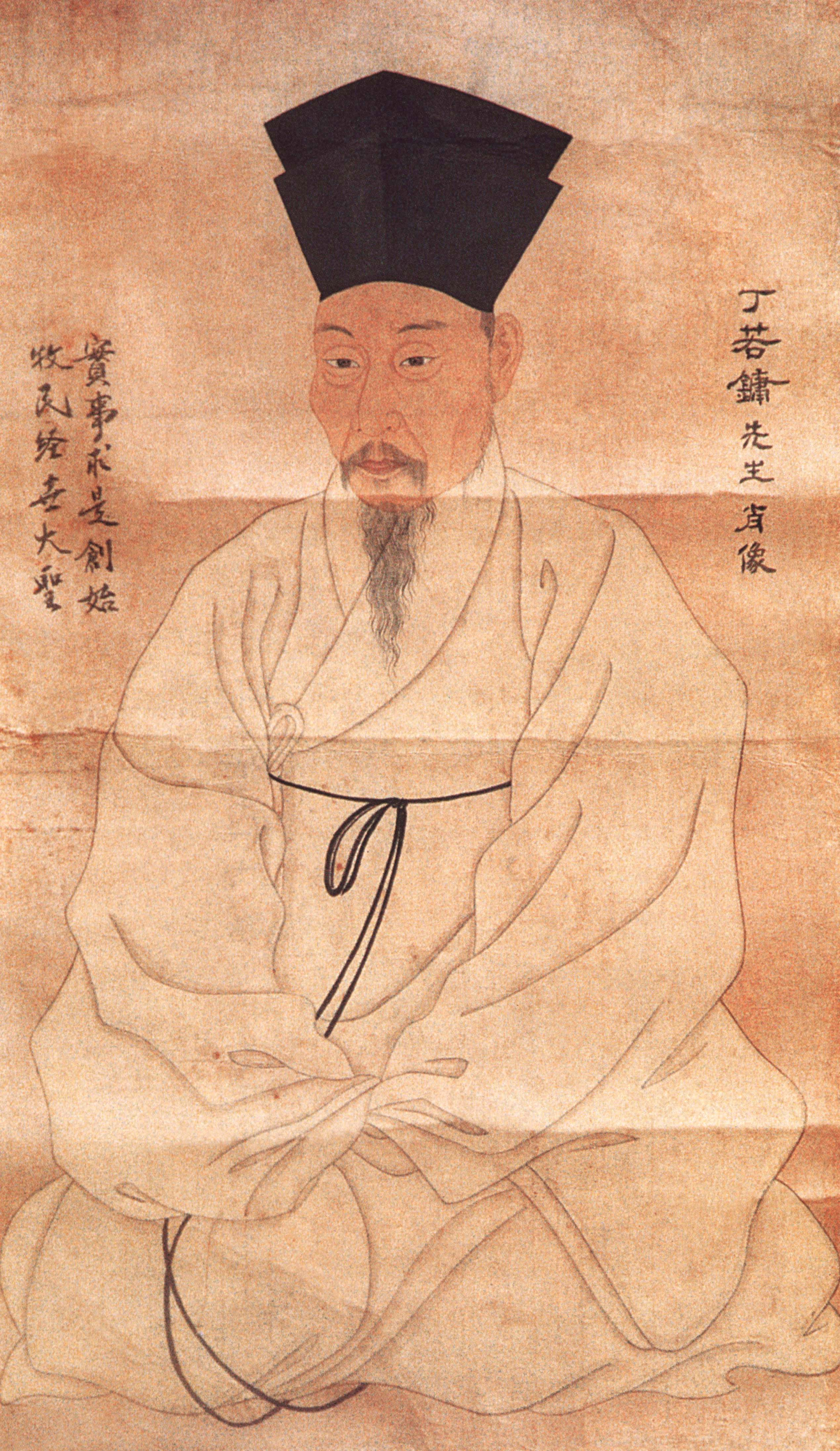
인두법을 국내 최초 들여온 다산 정약용

## 인두법의 역사
- 인류 기록의 최초의 시도는 15세기 중국에서 시행된 것으로 보고 있다. 중국 기록에는 16, 17세기에 걸쳐 다양한 인두법 적용 기술이 기록되어 있다.[3]
- 인도를 통해서 소아시아로 전파된 것으로 알려져 있다.[4]
- 소아시아 최초의 문헌 기록은 1710년경 오스만 제국의 의사 자코모 필라리니에 의한 것이다.
- 1718년 메리 워틀리 몬태규는 오스만 제국에서 머물면서 인두법을 자세히 관찰하고 잉글랜드로 돌아가서 시술을 진행하였다.[5]
- 1721년 보스턴에서 수백명에게 인두법을 시술한 기록이 있다.

## 서양으로 전파
17세기까지 아시아에서 인두법이 일반적으로 시행되고 있었지만, 서양 의학의 관점에서는 인두법이 효과 없는 민간요법 수준이라고 폄하하고 관심을 기울이지 않았다. 그러다가 1718년 오스만 제국의 잉글랜드 대사 부인인 메리 워틀리 몬태규가 잉글랜드로 돌아가면서 인두법을 소개하게 되었다. 이후 유럽으로 인두법이 전파되었다.

## 한국으로 전파
한국에서는 정약용이 1799년 의주에 사는 한 선비로부터 종두에 관한 책을 얻어 연구하였다. 그리고, 박제가와 연계하여 1800년(정조 24년) 종두에 관한 작은 책자를 한편 썼고, 인두 접종의 기초를 마련했다. 이후 지석영의 종두법이 보급되기 전에 인두법으로 천연두를 예방하였다.  